# Скифская сюита
«Ала и Ло́ллий» (ски́фская сюи́та), op. 20 или «Ски́фская сюи́та» — симфоническая сюита русского композитора Сергея Прокофьева для большого оркестра, созданная на основе музыки к балету «Ала и Лоллий». Закончена в сентябре 1915 года. Премьера состоялась 16 [29] января 1916 года в Петрограде в Мариинском театре под управлением автора. «Скифская сюита» стоит в ряду сочинений, свидетельствующих о создании композитором собственного стиля.

## История создания
В 1914 году С. П. Дягилев решил привлечь молодого многообещающего композитора Прокофьева к созданию музыки балетов для «Русских сезонов». Антрепренёр отказался от предложенной Прокофьевым оперы «Игрок» и заказал балет «Ала и Лоллий» для постановки труппой Русский балет Дягилева. Композитор работал над музыкой к балету с осени 1914 года до зимы 1915 года, но это сочинение завершено не было. Либретто составлял акмеист С. М. Городецкий на основе древне-славянской мифологии с задействованием скифского богатыря Лоллия. Постановка балета была поручена балетмейстеру Борису Романову. Однако при встрече с композитором в Риме в 1915 году импресарио отказался от постановки первого балета Прокофьева.
После отказа Дягилева от постановки балета «Ала и Лоллий» композитор решил переработать материал, который составил основу нового сочинения для оркестра «Скифская сюита». Сюита была завершена 2 сентября 1915 года, и А. И. Зилоти включил сочинение в программу начавшегося концертного сезона 1915/16 года Мариинского театра.
Композитор и его ближайшие друзья Мясковский и Асафьев расценивали «Скифскую сюиту» «как самое крупное и значительное из написанных им до сих пор оркестровых произведений», «но публика всё же воспринимала её как проявление музыкального экстремизма». Премьера «Скифской сюиты» 16 (29) января 1916 года вызвала ещё более шумный скандал и протесты, чем второй фортепианный концерт.
Музыкальные критики сходятся во мнении о том, что в «Скифской сюите» чувствуется несомненное воздействие музыки «Весны священной» Игоря Стравинского. «Скифская сюита» связана с линией творческих исканий от «Сарказмов» через кантату «Семеро их» до Квинтета, op. 39 и второй симфонии.

## Части
1. Поклонение Велесу и Але (Allegro feroce)
2. Чужбог и пляска нечисти (Allegro sostenuto)
3. Ночь (Andantino)
4. Поход Лоллия и шествие Солнца (Tempestoso)

## Первые исполнения
- 1916 — 16 (29) января в Петрограде в Мариинском театре под управлением автора
- 1921 — 29 апреля в Париже под управлением С. А. Кусевицкого
- 1923 — 15 января в Брюсселе
- 1925 — впервые в Москве в исполнении Персимфанса[11].

## Записи
- 1964 — Государственный академический симфонический оркестр СССР под управлением К. К. Иванова. Фирма «Мелодия» С 0835-6[12]
- 1974 — Академический симфонический оркестр Московской филармонии под управлением К. П. Кондрашина. Фирма «Мелодия» С10 04775-6[13]
- 1983 — Симфонический оркестр романской Швейцарии под управлением Эрнеста Ансерме. Фирма «Мелодия» С10 19405 005. Архивная запись 1960-х годов[14]
- Государственный симфонический оркестр Украины под управлением Фёдора Кухаря, Naxos 8.550968-9
- 2020 — Группой Metallica совместно с оркестром San Francisco Symphony 6—8 сентября 2019 в рамках концерта была записана и в 2020 издана на альбоме S&M2            «Часть II: Чужбог и пляска нечисти»

## Использование музыки
- «Освобождённые» (нем. Die Erlösten) — 7 мая 1927 года в Берлине состоялась премьера балета на музыку Скифской сюиты, постановщик М. Терпис, дирижёр Г. Селл. В «Краткой автобиографии» С. С. Прокофьев писал: «Концертируя рядом в Магдебурге, я заехал инкогнито на премьеру, но балет шел так плохо, что я уехал, не раскрыв инкогнито» [15].
- «Ала и Лоллий» — одноактный балет балетмейстера Б. Ф. Нижинской, театр Колон, Буэнос-Айрес, 1927 год [16].
- «Скифская сюита» — одноактный балет, балетмейстер К. Тот, Братислава, 1964 год [16].
- «Скифская сюита (Ала и Лоллий)» — одноактный балет Г. Д. Алексидзе, премьера 6 июля 1969 года в Театре имени С. М. Кирова[17].
- «Скифская сюита» — одноактный балет, поставленный балетмейстером И. А. Чернышёвым в Куйбышевском государственном театре оперы и балета в 1988 году.
- «Скифская сюита» — документальный фильм 2006 года режиссёра А. И. Гутмана.
- «Скифская сюита. Южная ночь» — балет Булата Аюханова, 2017 (новая редакция).